# Dragon Trainer 2
Dragon Trainer 2 (How to Train Your Dragon 2) è un film d'animazione del 2014 sceneggiato, diretto e co-eseguito da Dean DeBlois. 
Pellicola statunitense prodotta dalla DreamWorks Animation, secondo capitolo della trilogia del franchise di Dragon Trainer composto dal primo film, Dragon Trainer (2010), e conclusasi con Dragon Trainer - Il mondo nascosto (2019).
Acclamato da critica e campione di incassi, la pellicola ha ottenuto numerosi riconoscimenti, tra cui il Golden Globe per il miglior film d'animazione, l'Annie Award e, nella stessa categoria, una candidatura ai Premi Oscar 2015

## Trama
Vichinghi e draghi vivono in armonia e unità nel villaggio di Berk da ormai cinque anni. Hiccup è sempre insieme al drago Sdentato, il suo migliore amico. Adesso ventenne, Hiccup viene spinto dal padre Stoick a succedergli come capo, cosa non voluta dal ragazzo, poiché non è ancora pronto per quella responsabilità. Un giorno, mentre Hiccup, Astrid e i loro draghi esplorano una nuova terra, scoprono i resti di una fortezza distrutta dal ghiaccio e incontrano un gruppo di cacciatori di draghi guidati da Eret, che li accusa per la distruzione del suo forte e cerca di catturarli per un certo Drago Bludvist. I due ragazzi riescono a fuggire per tornare a Berk e riferire la scoperta a Stoick, il quale ordina di fortificare l'isola e prepararsi alla battaglia.
Hiccup, però, si rifiuta di credere che la guerra sia inevitabile, così torna da Eret, per farsi portare da Drago. Ma Stoick arriva in tempo: spiega che molti anni prima, in una riunione di capitribù, Drago si presentò offrendo agli altri salvezza dai draghi in cambio della loro sottomissione a lui. Ma venendo deriso, egli scatenò dei draghi armati i quali uccisero tutti i presenti tranne Stoick, salvatosi per miracolo. Ma Hiccup sempre convinto di poter far ragionare Drago, scappa insieme a Sdentato alla ricerca dell'uomo.
Durante il tragitto, Hiccup incontra un misterioso cavaliere chiamata Valka, che gli rivela di essere sua madre, che lui credeva morta. Valka spiega al figlio che nel periodo in cui draghi e vichinghi erano nemici, lei ha sempre creduto che questa guerra fosse inutile. Rapita durante un attacco dei draghi a Berk, ha trascorso 20 anni salvando draghi dalle trappole del malvagio Drago e portandoli nel "Santuario", una grotta coperta di ghiaccio creata dall'Alfa, un mastodontico drago chiamato Bestia Selvaggia che comanda sui draghi in armonia. Poco dopo Stoick trova Hiccup e, con grande sorpresa e commozione, si riconcilia alla moglie perduta: la famiglia è di nuovo riunita. Contemporaneamente, Astrid e gli altri cavalieri rapiscono Eret per trovare Drago. Drago apprende dai ragazzi dell'alleanza tra i vichinghi di Berk e i draghi, e di Hiccup stesso, che controlla i draghi come lui. Su tutte le furie, Drago e il suo esercito assediano il Santuario, dove si rivela che anch'egli ha la sua Bestia Selvaggia, di livello persino superiore a quella del Santuario. Segue una battaglia tra i due draghi colossali, che termina con la vittoria della bestia nemica, la quale diventa così il nuovo Alfa e assume il controllo di tutti i draghi, che ipnoticamente gli obbediscono.
Hiccup cerca di persuadere Drago a porre fine a tutto senza successo. Infatti, Drago ordina a Sdentato, che è sotto l'influenza del nuovo Alfa, di uccidere Hiccup, ma Stoick s'interpone tra loro e muore al posto del figlio. Dopo aver riassunto il controllo di sé, Sdentato viene cacciato via da Hiccup in un impeto di disperazione, dopo che il drago aveva provato ad avvicinarsi. Ma viene di nuovo ipnotizzato dall'Alfa, catturato e cavalcato da Drago. E mentre l'esercito si avvia verso Berk, viene celebrato il funerale di Stoick.
Hiccup, disperato e addolorato, viene rincuorato da Valka, che lo incoraggia dicendogli che solo lui può unire gli uomini e i draghi, e ispirato dalle sue parole e da quelle del padre, a questo punto Hiccup decide di tornare a Berk per fermare Drago. Raggiunta l'isola cavalcando dei cuccioli di Dragoncelli (poiché, come menzionato da Valka, i cuccioli non danno mai retta a nessuno e quindi nemmeno al loro Alfa), scoprono che Drago ha già attaccato il villaggio e preso il controllo dei suoi draghi. Hiccup raggiunge Drago, cercando di riavvicinarsi a Sdentato e di liberarlo dal controllo dell'Alfa, e ci riesce, con grande sorpresa di Drago. Ma affrontando l'uomo, l'Alfa attacca Hiccup e Sdentato, intrappolandoli nel ghiaccio. Valka dapprima si dispera, credendo di aver perso suo figlio, ma un attimo dopo il ghiaccio esplode: ne fuoriesce Hiccup illeso, e Sdentato, illuminatosi di blu si scaglia contro la Bestia Selvaggia, colpendola con i suoi colpi al plasma rompendo così il suo controllo sugli altri draghi, che ora si schierano con Sdentato in qualità di nuovo drago Alfa. Sconfitto, l'enorme drago si ritira insieme al ferito Drago Bludvist. Dopo la vittoria, Hiccup diventa il nuovo capo di Berk, con la consapevolezza che i suoi draghi sono pronti a difenderla.

## Personaggi
- Hiccup Horrendus Haddock III: è il protagonista ventenne del film. Cinque anni prima del secondo film, ha portato la pace fra vichinghi e draghi, diventando il vichingo più rispettato e amato dell'isola di Berk. Ora passa il suo tempo ad esplorare le isole vicine e a provare le sue nuove invenzioni: come la sua armatura dotata di ali da volo e della sua spada Inferno, la cui lama è avvolta dalle fiamme. Dopo aver sconfitto Drago Bludvist, diventa capo dell'isola di Berk.
- Sdentato (Toothless): il migliore amico di Hiccup. Sdentato essendo una Furia Buia è molto veloce e intelligente. Sdentato è molto legato al ragazzo, ed è sempre al suo fianco. Durante il film scoprirà alcune nuove abilità nascoste: come la capacità di duplicare le spine sulla schiena e sulla coda permettendogli maggiore abilità nel volo e nel viraggio stretto, ma soprattutto otterrà l'abilità di illuminare la parte superiore del corpo con una luce blu luminescente (dello stesso colore e luminosità dei suoi colpi al plasma), grazie al quale può emettere ruggiti più potenti e colpi di fuoco di potenza maggiore.
- Astrid Hofferson: bionda, forte e fiera guerriera, comincia a incuriosirsi da subito al notevole miglioramento che il protagonista apporta nel suo modo di approcciarsi con i draghi, fin quando non viene a scoprire di Sdentato. Astrid cerca di correre al villaggio per riferire il tutto, ma viene bloccata dal giovane protagonista, che le mostra i lati positivi dei draghi. La giovane diviene il grande amore di Hiccup e viceversa, lo supporta sempre nei momenti più difficili. È coraggiosa, bella, tenace e tiene molto ai suoi amici. La sua amica e cavalcatura è Tempestosa, un Uncinato Mortale.
- Drago Bludvist: è l'antagonista principale del film. Feroce e spietato condottiero, minaccia il mondo con una pericolosissima armata di uomini e draghi. In passato, quando era un ragazzo, il suo villaggio venne distrutto dai draghi, ma lui riuscì a salvarsi al costo del suo braccio sinistro che sostituì con un'enorme protesi. Indossa inoltre un mantello di pelle di drago, grazie al quale è immune al fuoco. A differenza di Hiccup e Valka, Drago comanda i draghi con la forza, urlando e facendo roteare la sua lancia come un gladiatore. Alla fine, dopo che Sdentato libera gli altri draghi dal controllo dell'Alfa, si rifugia sulla groppa del proprio drago. La sua morte è incerta, visto che alla fine del film, la sua Bestia Selvaggia si ritirerà dalla battaglia portandolo con sé gettandosi in mare. Il personaggio cattivo è già apparso per la prima volta nella settima stagione della serie animata Dragons.
- Stoick l'Immenso: capo dei vichinghi di Berk e padre di Hiccup. A causa dell'età che avanza, sprona Hiccup a prendersi le sue responsabilità e a diventare capo del villaggio. Nel tentativo di salvare suo figlio, rimane ucciso da un colpo al plasma di Sdentato sotto l'influenza negativa esercitata dalla Bestia Selvaggia di Drago Bludvist. Il suo drago è un Cornotonante di nome Spaccateschi.
- Valka: misteriosa guerriera dotata di notevoli conoscenze su ogni specie di drago che si occuperà di addestrare Hiccup e Sdentato in previsione dell'imminente guerra contro Drago Bludvist. Si scoprirà essere la madre di Hiccup. Possiede anche lei un drago, un Tagliatempeste di nome Saltanuvole.
- Gambedipesce Ingerman: Gambedipesce è il corpulento ragazzo diciannovenne che mette sempre a disposizione di tutti la sua grande conoscenza dei draghi. Sua adorabile amica e cavalcatura è il Gronkio femmina, Muscolone.
- Moccicoso Jorgenson: arrogante e terribile sbruffone, Moccicoso è ciò che si può definire come un "tutto muscoli e niente cervello". Suo amico e cavalcatura è Zannacurva, un Incubo Orrendo.
- Testaditufo e Testabruta Thorston: gemelli rispettivamente maschio e femmina, sempre in lotta fra loro e pieni di adrenalina. Non sono particolarmente intelligenti, ma sanno rendersi utili. Condividono l'Orripilante Bizippo, Vomito e Rutto. Testabruta si innamorerà follemente di Eret nel secondo film.
- Skaracchio: il migliore amico di Stoick e fabbro del villaggio, oltre che addestratore dei giovani vichinghi al combattimento coi draghi. Saggio e simpatico, nonostante l'età non ha perso il suo carattere da giocherellone. Molto affezionato a Hiccup in quanto ha spesso badato a lui, talvolta anche più del padre, è sempre pronto a sostenere le sue scelte. Durante la guerra contro i draghi, ha perso una gamba e un braccio, che sostituisce continuamente con una gran varietà di utensili (come armi, posate). La sua cavalcatura è un Ruttocaldo di nome Broncio, a cui è particolarmente affezionato.
- Eret, figlio di Eret: giovane e abilissimo cacciatore di draghi, che poi rivende a Drago. Alla fine, però, si ribellerà a quest'ultimo e si unirà ad Hiccup e ai suoi amici. Hiccup gli affiderà anche il drago di Stoick, Spaccateschi, quando la battaglia contro Drago sarà finita.

### Nuovi Draghi
In questo film vengono mostrati nuovi tipi di draghi, presenti soprattutto nella tana di Valka o nell'esercito di Drago Bludvist. Essi si suddividono nelle seguenti categorie:
- Strike: sono velocissimi e molto intelligenti.
- Sharp: sono vanitosi e orgogliosi e attaccano usando parti del corpo affilate.
- Stoker: sono bruciatori seriali che si concentrano sull'uso del fuoco.
- Boulder: sono draghi prevalentemente terrestri e si nutrono anche di sassi.
- Fear: sono furtivi, subdoli, e spesso hanno più teste. Questa classe non viene più riconosciuta dai vichinghi di Berk, in quanto i draghi non sono più visti con terrore.
- Tidal: sono potentissimi e vivono in prossimità del mare.
- Mystery: sono draghi dei quali non si sa molto, finché non vengono studiati e assegnati a una specifica classe.
- Tracker: sono draghi che possiedono un olfatto acuto.

I più importanti sono:
- Tagliatempeste: il drago cavalcato da Valka, il cui nome è Saltanuvole (Cloudjumper) appartenente alla classe Sharp. A differenza dei draghi visti finora, questo è provvisto di due paia di ali capaci di aprirsi a forbice, che gli permettono maggiore agilità nel volo. Inoltre è capace di roteare la testa, simile a quella di un gufo, di 270°. Saltanuvole è il drago che rapì Valka venti anni prima, quando Hiccup era ancora un neonato, ma anziché ucciderla instaurò con lei un profondo legame.
- Cornotonante: il nuovo drago di Stoick, in quanto il precedente, Thornado, è tornato a vivere da solo nella serie TV. Il suo nome è Spaccateschi (Skullcrusher), un drago di classe Tracker che appare come un misto tra un triceratopo e uno scarabeo. Nel film non è molto approfondito il suo rapporto con Stoick o quali siano le sue principali caratteristiche, se non che possieda un forte senso dell'olfatto, al punto da poter rintracciare l'odore di una persona anche in mezzo ad una tempesta. Alla fine del film il suo cavaliere diventerà Eret, spinto a prendersi cura di Spaccateschi su consiglio di Hiccup.
- Ruttocaldo: la cavalcatura di Skaracchio, il quale nome è Broncio (Grump) potrebbe tranquillamente essere una sottospecie del Gronkio, dato che sono fisicamente molto simili e entrambi appartengono alla classe Boulder. Broncio è molto pigro, e nella maggior parte del film è stato visto dormire in più situazioni. Ciononostante, ha una grande forza e sa essere un pericoloso avversario, a causa anche della sua coda a forma di mazza ferrata.
- Grande Bestia Selvaggia o Sputaghiaccio: Possente, potentissimo ed ammirevole, questo gigante è al momento la più grande specie vista nella saga, ancora più del Morte Rossa, antagonista del primo film. Per le sue dimensioni, 45 m di altezza e 158 m di lunghezza, è classificato come un drago di classe Tidal. I Bestia Selvaggia, sono draghi primordiali, rarissimi, ma di norma possiedono un carattere docile e mansueto, come testimoniato dall'esemplare di Valka. Questo drago sputa enormi e potenti getti di liquido congelante capaci di congelare ogni cosa entri in contatto con loro in pochissimi secondi e di creare giganteschi spuntoni di ghiaccio. È riconoscibile per le creste dietro la testa che vanno a formare una sorta di imponente criniera, simile a quella di un leone, e per le due lunghe ed enormi zanne, ognuna a lato della bocca, come un elefante. Nonostante abbia due ali non può volare, essendo molto sproporzionate al corpo, ma è un eccellente nuotatore. Come confermato dal regista Dean Deblois, mentre la Morte Rossa può essere considerata la Regina dei draghi, il Bestia Selvaggia è senz'altro il Re. Come la Morte Rossa la Bestia Selvaggia è una naturale specie Alpha, draghi in grado di controllare gli altri draghi tramite il loro ruolo di leader. L'esemplare di Bestia Selvaggia comandato da Drago è stato trovato da quest'ultimo quando era ancora un uovo e fin da allora è stato torturato sia fisicamente che psicologicamente, denutrito e sottomesso da Bludvist. Ormai completamente succube del suo aguzzino, Drago ha trasformato il drago, una volta gentile e pacifico, in una spietata macchina per uccidere incapace di ribellarsi al suo padrone.
- Grugno Zoppo: un drago di classe Stoker che cambia colore della pelle a seconda del suo umore. Nel Santuario appare un esemplare cieco di nome Ruvidone.
- Canino Affilato: un imponente drago di classe Boulder che si nutre di geodi. Nel Santuario appare un esemplare mutilato di una zampa di nome Bernoccolo.
- Tagliapioggia: un drago di classe Sharp amante delle giornate piovose. Nel Santuario appare un esemplare con un'ala spezzata di nome Picchiatore.
- Dragoncelli: un drago di classe Sharp, assomigliano ad un incrocio tra un Uncinato Mortale (corpo) e un Orripilante Bizippo (testa, spine, coda). Il loro comportamento assomiglia molto a quello del Terribile Terrore. Sputano fiamme di colore verde. Nel film compaiono dei cuccioli all'interno del Santuario dei Draghi che poi Hiccup e gli altri cavalcheranno per tornare a Berk.
- Scuotimari: un drago di classe Tidal, ha un corpo che ricorda quello di una manta; è dotato di: due ali, due pinne più piccole e due teste. La loro abilità consiste nell'ecolocalizzazione. Se ne possono scorgere in mare quando l'Alfa di Valka dà da mangiare ai draghi del santuario e mentre recuperano Sdentato che era caduto in acqua.
- Tagliaboschi: un drago di classe Sharp senza zampe ma munito di enormi ali talmente taglienti da poter trinciare a metà gli alberi. Ce ne sono due all'inizio del film che volano sopra Hiccup e Sdentato.

## Produzione
Il regista Dean Deblois è tornato a dirigere il secondo capitolo, stavolta senza il collega Chris Sanders, che tuttavia rimane presente come produttore.
Il regista ha dichiarato che sarebbe tornato a dirigere il film solo se la Dreamworks gli avesse permesso di realizzare una trilogia. Una volta avuta carta bianca, Deblois si è messo all'opera.
Per incrementare l'ispirazione, il regista ha deciso di rivedere i film della sua giovinezza, come L'Impero colpisce ancora e Il mio vicino Totoro.
Riguardo a Star Wars, DeBlois ha dichiarato: "Ciò che ho amato molto de L'Impero colpisce ancora è che ha espanso Star Wars in ogni direzione: emozioni, personaggi, divertimento, paesaggi. Lo si percepiva come un miglioramento, e quello è l'obiettivo".
Negli anni prima della distribuzione del film, DreamWorks Animation ha sostanzialmente rielaborato il suo flusso di lavoro di produzione e di software di animazione. Dragon Trainer 2 è stato il primo film della DreamWorks Animation a utilizzare l'elaborazione scalabile "multi-core", sviluppata in collaborazione con Hewlett-Packard. Definita da Katzenberg "la prossima rivoluzione nel cinema", consente agli artisti di lavorare su parti di immagini complesse in tempo reale, invece di aspettare otto ore per vedere i risultati il giorno successivo.
Il film è stato anche il primo dello studio ad utilizzare il nuovo software di animazione e di illuminazione attraverso l'intera produzione. I programmi permettono maggiore sottigliezza, migliorando l'animazione facciale e consentendo "il senso di obesità, le risate, la pelle flaccida, la sensazione della pelle che si sposta su un muscolo invece di masse in movimento insieme".
Nel novembre del 2013, il presidente Usa Barack Obama ha visitato gli studi, e ha assistito ad una dimostrazione dell'uso della Motion Capture, consistita in una scena del film, in cui gli attori Jay Baruchel e America Ferrera hanno prestato i loro movimenti ai personaggi doppiati, Hiccup e Astrid. In realtà, la tecnica non è stata utilizzata per realizzare il film.

## Colonna sonora
John Powell, già compositore delle musiche del primo film (lavoro che gli ha valso una candidatura agli Oscar), è tornato a comporre anche quelle del secondo. Il leader vocale dei Sigur Rós Jón Þór Birgisson detto "Jónsi" realizzerà tre tracce per la colonna sonora, lavorando strettamente con Powell. Birgisson aveva già realizzato la canzone Stick and Stones per il primo film, udibile durante i titoli di coda. Anche stavolta compone un'altra udibile durante i titoli di coda, Where No One Goes.

### Tracce
1. Dragon Racing – 4:34
2. Together We Map the World – 2:19
3. Hiccup the Chief/Drago's coming – 4:44
4. Toothless Lost – 3:28
5. Should I Know You? – 1:56
6. Valka's Dragon Sanctuary – 3:19
7. Losing Mom/Meet the Good Alpha – 3:24
8. Meet Drago – 4:26
9. Stoick Finds Beauty – 2:33
10. Flying with Mother – 2:49
11. For the Dancing and the Dreaming (interpretata da Gerard Butler, Craig Ferguson e Mary Jane Wells) – 3:06
12. Battle of the Bewilderbeast – 6:26
13. Hiccup Confronts Drago – 4:06
14. Stoick Saves Hiccup – 2:23
15. Stoick's Ship – 3:48
16. Alpha Comes to Berk – 2:20
17. Toothless Found – 3:46
18. Two New Alphas – 6:06
19. Where No One Goes (interpretata da Jónsi) – 2:44

Stavolta, oltre alla canzone dei titoli di coda scritta e cantata da Jónsi, è presente anche una cantata durante il film dai personaggi.
La canzone s'intitola For The Dancing and the Dreaming ed è eseguita dai personaggi di Stoick, Valka e Skaracchio.

## Promozione
Il primo trailer ufficiale è stato lanciato dalla DreamWorks il 12 luglio 2013, seguito il 5 agosto dalla versione italiana. Il 30 luglio 2014 è stata diffusa una esclusiva featurette in cui il regista ed i doppiatori originali parlano del rapporto tra i protagonisti e i draghi.

## Distribuzione
Il film è stato proiettato in anteprima al Festival di Cannes 2014, dove ha ricevuto una buona accoglienza dalla critica. La data di uscita nelle sale americane è stata il 13 giugno 2014 mentre in quelle italiane è stata il 16 agosto 2014. Dragon Trainer 2 è stato il primo film DreamWorks a uscire in Italia di sabato. Qualche giorno prima, il giorno 11 agosto, è stato proiettato in anteprima estiva, ad esempio nel circuito The Space Cinema.
In Italia, il 27 gennaio 2019, in occasione dell'uscita di Dragon Trainer - Il mondo nascosto, il film è stato riproposto nel circuito The Space Cinema.

### Edizione italiana
L'edizione italiana del film è stata curata dalla 20th Century Fox Italia. La direzione del doppiaggio è di Massimo Giuliani e i dialoghi sono curati da Daniele Giuliani, entrambi assistiti da Eleonora Erin, per conto della Int. Prod. Time Out. La sonorizzazione, invece, venne eseguita dalla CDC Sefit Group.

## Accoglienza

### Incassi
Il film ha incassato 177002924 $ (di cui 49451322 $ nei primi 3 giorni) in Nordamerica e 444534595 $ nel resto del mondo, per complessivi 621537519 $, di cui circa 9,8 milioni di € in Italia.

### Critica
Su Rotten Tomatoes il film riporta un punteggio di approvazione del 92% basato su 187 recensioni, con un voto medio di 7.8/10. Il consenso dei critici che recita: "Eccitante, emotivamente risonante e splendidamente animato, Dragon Trainer 2 si basa sul successo del suo predecessore proprio come dovrebbe fare ogni sequel". Metacritic riporta un voto medio 77/100 basato su 48 recensioni, indicando "recensioni generalmente favorevoli".

## Riconoscimenti
- 2014 - National Board of Review Award
  - Miglior film d'animazione
- 2014 - Annie Awards
  - Miglior lungometraggio d'animazione alla DreamWorks Animation
  - Miglior regia a Dean Deblois
  - Miglior personaggio animato a Fabio Lignini
  - Miglior colonna sonora a John Powell e Jonsi
  - Miglior storyboarding a Truong "Tron" Son Mai
  - Miglior montaggio a Josh K. Carr
  - Candidatura per la miglior sceneggiatura a Dean DeBlois
  - Candidatura per i migliori effetti animati a James Jackson, Lucas Janin, Tobin Jones, Baptiste Van Opstal e Jason Mayer
- 2015 - Premi Oscar
  - Candidatura per il miglior film d'animazione
- 2015 - Golden Globe[11]
  - Miglior film d'animazione
- 2015 - Satellite Award
  - Candidatura per il miglior film d'animazione
- 2015 - Kids' Choice Awards[12]
  - Candidatura per il film d'animazione preferito
- 2015 - Saturn Awards[13]
  - Candidatura per la miglior colonna sonora a John Powell
  - Candidatura per il miglior film di animazione

## Sequel
DeBlois e la Dreamworks, insieme alla scrittrice dei romanzi originali Cressida Cowell, hanno confermato l'uscita di un terzo capitolo, che verrà intitolato Dragon Trainer - Il mondo nascosto e di cui è prevista l'uscita nelle sale statunitensi il 22 febbraio 2019. Dean DeBlois firmerà ancora la regia e la sceneggiatura, John Powell tornerà a comporre le musiche e anche il cast principale resterà grosso modo lo stesso. In Italia il film arriva il 31 gennaio 2019.

## Remake live-action
Il 2 aprile 2025 è stato confermato al CinemaCon che era in sviluppo un remake in live-action di Dragon Trainer 2, e che fungerà da sequel al remake del primo film, con l'uscita prevista per l'11 giugno 2027.